# キム・ジョンフン
キム・ジョンフン（金 楨勳、김정훈、1980年1月20日 - ）は、韓国の歌手、俳優

## 来歴
- 2000年 - 韓国でチェ・ジョンウォンとのアイドルユニットUN (UN) として、歌手デビュー。
- 2005年 - 9月 UN解散。
- 2009年 - 4月28日入隊。京畿道（キョンギド）議政府（ウィジョンブ）306補充隊に入所。
- 2011年 - 2月28日除隊。午前8時、ソウル龍山国防部国防広報院の前で除隊申告式が行われた。
- 2011年 - 7月30日、韓国ソウル市内で飲酒運転をしたとして道路交通法違反容疑で書類送検された[1]。
- 2012年 - 1月28日、韓国政府の公認を得て、BSフジで報道される「最新K-POPランキング gaonTV」の司会者に抜擢される[2]。
- 2012年 - アジアツアーを敢行。日本国内では仙台を皮切りに全5会場でコンサートを開催。
- 2021年 - OTOSEN JAPANへ移籍。日本での活動を再開する。

## 人物
- 慶尚南道晋州市出身。
- 身長176cm、体重64kg。血液型は、AB型。
- 趣味は映画鑑賞、コンピューターゲーム、ビリヤード。
- 好きな食べ物はサムギョプサルで、サムギョプサルキラーとあだ名をつけられるほどである。
- ソウル大学校の歯学科に在学していたが、演技の勉強をするために中退し、中央大学校演劇学科に編入した。

## 出演

### ドラマ
- John-Hoonのオレンジ（2002年、SBS） - キム・ジョンフン役
- ヤ・ク・ソ・ク（2005年、MBS） - チョン・ソンウ役
- ノンストップ5（2004年-2005年、MBC）
- 宮 -Love in Palace-（2006年、MBC） - イ・ユル役
- 魔女ユヒ（2007年、SBS） - ユ・ジュナ役
- 恋愛兵法（2007年、韓中合作）主役
- ロマンスが必要（로맨스가 필요해）（2011年、tvN） - キム・ソンス役
- キスは背伸びして（2011年、中国ドラマ）
- RUN60（2012年、ユニバーサルJ） - ピエロ役
- 愛の贈りもの〜My Blessed Mom〜（2012年、SBS） - イ・ジェハ役
- 彼女の神話（2013年、JTBC） - ト・ジヌ役
- 初恋不変の法則（2015年、WEB） - パク・ジョング役
- 深夜食堂fromソウル（2015年、SBS） - カン・ヒョンソン役
- 三国志〜趙雲伝〜（2015年、中国ドラマ）高則（文定）役
- 魔女の城（2015年-2016年、SBS） - コン・ジュニョン役
- もう一度始めよう（다시 시작해）（2016年、MBC） - ハ・ソンジェ役

### 映画
- カフェ・ソウル （2009年） - キム・サンヒョク 役
- 野良犬たち（2013年） - ソ・ユジュン 役
- パシフィックリム・アップライジング（2018年） - パイロット役

## 歌手活動

### UN
- 2000年 - 韓国でチェ・ジョンウォンとの男性デュオUN (UN) として、歌手デビュー。
- 2005年 - 3月26日から30日まで来日し、日本での活動を敢行。27日にはコリアプラザで300人ほどの日本人ファン（FC会員含）と握手会を行う。
- 2005年 - 7月、キングレコードよりアルバム「Sweet&Strong」をリリース。
- 2005年 - 8月、韓国でのテレビ出演を最後に活動停止状態となる。
- 2005年 - 9月、公式に解散を表明。

### John-Hoon
- 2006年 - 10月25日、日本にてポニーキャニオンより『John-Hoon』としてソロデビュー。デビューミニアルバム『5 Stella Lights』をリリース。
- 2007年 - 11月、初の日本全国コンサートツアー 『JOHN-HOON JAPAN TOUR ～僕たち いつかまた…Eternity2007～』を福岡・大阪・札幌・東京・名古屋にて開催。
- 2008年 - 11月9日、東京国際フォーラムにてコンサート『THE JOHN-HOON SHOW -Q.E.D-』を開催。
- 2012年 - ユニバーサルミュージックに移籍し、約2年ぶりに日本での歌手活動を再開。
- 2017年 - シングル『Prologue～恋を呼ぶ唄～』のリリースを最後に日本での活動を休止。
- 2021年 - OTOSEN JAPANへ移籍。約4年ぶりに日本での活動を再開。

## ディスコグラフィー

### シングル
|        | リリース | タイトル               | 備考                                           | 規格                             | 生産番号                                                               |        |        |
| 2007年 | 2007年   | 2007年                 | 2007年                                         | 2007年                           | 2007年                                                                 | 2007年 | 2007年 |
| ------ | -------- | ---------------------- | ---------------------------------------------- | -------------------------------- | ---------------------------------------------------------------------- | ------ | ------ |
| 1st    | 2月28日  | SAD SONG               | 作詞：古内東子／作曲：原田卓也                 | CD                               | PCCA-02408（初回限定盤） PCCA-02409（通常盤）                          |        |        |
| 2nd    | 5月16日  | 僕は君を愛してる       | 作詞：古内東子／作曲：JUNKOO                   | CD                               | PCCA-02448（初回限定盤） PCCA-02449（通常盤）                          |        |        |
| 3rd    | 9月5日   | 君に出会った日から     | 作詞・作曲：河口恭吾                           | CD                               | PCCA-02525（初回限定盤） PCCA-02526（通常盤）                          |        |        |
| 2008年 |          |                        |                                                |                                  |                                                                        |        |        |
| 4th    | 2月20日  | サクラTEARS            | 作詞：藤林聖子／作曲：JUNKOO                   | CD                               | PCCA-02631（初回限定盤） PCCA-02632（通常盤）                          |        |        |
| 5th    | 7月16日  | 君を守りたい           | 作詞：藤林聖子／作曲：中崎英也                 | CD                               | PCCA-02716（初回限定盤） PCCA-02717（通常盤）                          |        |        |
| 6th    | 10月1日  | You are not alone      | 作詞：戸塚慎／作曲：鈴木大輔                   | CD                               | PCCA-02766（初回限定盤） PCCA-02767（通常盤）                          |        |        |
| 2009年 |          |                        |                                                |                                  |                                                                        |        |        |
| 7th    | 7月1日   | Blue Moon              | 作詞：渡辺なつみ／作曲：松本俊明               | CD                               | PCCA-02943（初回限定盤） PCCA-02944（通常盤）                          |        |        |
| 2010年 |          |                        |                                                |                                  |                                                                        |        |        |
| 8th    | 1月20日  | Rainy Flash            | 作詞・作曲：コモリタミノル                     | CD                               | PCCA-03085（初回限定盤） PCCA-03086（通常盤）                          |        |        |
| 9th    | 8月18日  | アルデンテ             | 作詞・作曲：コモリタミノル                     | CD                               | PCCA-03255（初回限定盤） PCCA-03256（通常盤）                          |        |        |
| 2012年 |          |                        |                                                |                                  |                                                                        |        |        |
| 10th   | 10月31日 | MESSAGE                | 作詞・作曲：河村隆一                           | CD+DVD CD                        | UPCH-9766 （初回限定盤） UPCH-5763（通常盤）                           |        |        |
| 2013年 |          |                        |                                                |                                  |                                                                        |        |        |
| 11th   | 1月16日  | 二人記念日             | 作詞・作曲：buzz+boz                           | CD+DVD CD                        | UPCH-9827（初回限定盤） UPCH-5781 （通常盤）                           |        |        |
| 12th   | 4月3日   | 春恋                   | 作詞：オリビアラン／作曲：洪天祥               | CD+DVD CD                        | UPCH-9839（初回限定盤） UPCH-5788（通常盤）                            |        |        |
| 2015年 |          |                        |                                                |                                  |                                                                        |        |        |
| 13th   | 1月21日  | Special Day            | 作詞：田岡美樹／作曲：知野芳彦                 | CD+DVD CD+フォトブック CD        | POCS-9078（初回限定盤A） POCS-9079（初回限定盤B） POCS-1306 （通常盤） |        |        |
| 2016年 |          |                        |                                                |                                  |                                                                        |        |        |
| 14th   | 4月6日   | 春風                   | 作詞：Rina Moon／作曲：TOM&JERRY               | CD+DVD CD+フォトブック CD        | POCS-9128（初回限定盤A） POCS-9129（初回限定盤B） POCS-1434 （通常盤） |        |        |
| 2017年 |          |                        |                                                |                                  |                                                                        |        |        |
| 15th   | 1月25日  | Prologue～恋を呼ぶ唄～ | 作詞：Rina Moon／作曲：Jeong Jaeho             | CD+DVD CD+ブックレット CD+トレカ | VBZJ-38（初回限定盤A） VBZJ-39（初回限定盤B） VBZJ-40（通常盤）        |        |        |
| 2021年 |          |                        |                                                |                                  |                                                                        |        |        |
| 16th   | 12月22日 | OVERNIGHT              | 作詞：John-Hoon／作曲：KAY, SK2, Shun Kusakawa | CD+DVD CD                        | OTRC-1002（初回限定盤） OTRC-1003（通常盤）                            |        |        |

### デジタルシングル
| 1st | 2月27日  | Feel       | 作詞：OTOSEN JAPAN／作曲：イイジマケン        |
| 2nd | 4月2日   | Eyes On Me | 作詞：OTOSEN JAPAN／作曲：KAY, Masahiro Oochi |
| 3rd | 11月12日 | Ballad     | 作詞：OTOSEN JAPAN／作曲：イイジマケン        |

### ミニアルバム
| 1st | 10月25日 | 5 Stella Lights |  | CD | PCCA-02342（初回盤） PCCA-02343（通常盤） |

### アルバム
|        | リリース | タイトル                       | 備考   | 規格      | 生産番号                                  |        |        |
| 2007年 | 2007年   | 2007年                         | 2007年 | 2007年    | 2007年                                    | 2007年 | 2007年 |
| ------ | -------- | ------------------------------ | ------ | --------- | ----------------------------------------- | ------ | ------ |
| 1st    | 10月17日 | 僕たち いつかまた…～ETERNITY～ |        | CD        | PCCA-02559（初回盤） PCCA-02560（通常盤） |        |        |
| 2008年 |          |                                |        |           |                                           |        |        |
| 2nd    | 11月5日  | 今日も新しい夢を見る           |        | CD        | PCCA-02768（初回盤） PCCA-02769（通常盤） |        |        |
| 2010年 |          |                                |        |           |                                           |        |        |
| 3rd    | 11月17日 | 待                             |        | CD        | PCCA-03308（初回盤） PCCA-03309（通常盤） |        |        |
| 2012年 |          |                                |        |           |                                           |        |        |
| 4th    | 5月23日  | VOICE                          |        | CD+DVD CD | UPCH-9741（初回盤） UPCH-1872（通常盤）   |        |        |
| 5th    | 10月31日 | VOICE 2                        |        | CD+DVD CD | UPCH-9780（初回盤） UPCH-1890（通常盤）   |        |        |